# Campeonato Mundial de Voleibol Masculino Sub-23
Campeonato Mundial de Voleibol Masculino Sub-23 é um torneio de voleibol organizado a cada dois anos pela FIVB, destinado para jogadores abaixo dos 23 anos. Sua primeira edição foi realizada em Uberlândia, no Brasil, em 2013. A Argentina é a atual campeã da competição.

## História
O Campeonato Mundial Sub-23 foi inaugurado em 2013, no Brasil, com o intuito de preencher uma lacuna existente entre a categoria juvenil e a categoria adulta. Para a primeira edição, apenas a CSV e a NORCECA classificaram suas equipes a partir de um torneio continental, a Copa Pan-Americana Sub-23; a CEV utilizou a soma de pontos do ranking mundial das categorias juvenil e infantojuvenil para definir seus representantes, enquanto a AVC e a CAVB escolheram seus representantes através do ranking mundial da categoria adulta. O torneio contou com a participação de doze países divididos em dois grupos e teve como seu primeiro campeão o Brasil ao bater a Sérvia na final; na disputa pelo bronze, a Rússia derrotou a Bulgária.
A segunda edição do torneio foi realizada nos Emirados Árabes Unidos, na cidade de Dubai, entre os dias 24 e 31 de agosto de 2015, reunindo mais uma vez doze seleções em busca do título. Além dos anfitriões emiradenses, classificaram-se: Brasil e Argentina pela CSV, Cuba e México pela NORCECA, Rússia e Itália pela CEV, Irã e Coreia do Sul pela AVC e Tunísia e Egito pela CAVB; a Turquia conquistou a vaga a partir de um convite da FIVB por ter na época a melhor colocação no ranking mundial sub-21 dentre as seleções não classificadas. Mais uma vez semifinalista, a seleção russa não deu chances aos adversários e conquistou seu primeiro título ao bater os turcos na final. A estreante Itália conquistou sua primeira medalha, de bronze, ao bater sua similar Cuba. Campeão da primeira edição, o Brasil contentou-se com o quinto lugar obtido sobre a arquirrival Argentina, enquanto a disputa do sétimo lugar se deu através do duelo asiático, favorecendo a seleção iraniana contra os rivais sul-coreanos. Os africanos Egito e Tunísia dividiram o nono lugar, enquanto o México e os Emirados Árabes Unidos terminaram nas últimas colocações.
A terceira edição do campeonato teve como sede a cidade do Cairo, capital do Egito, no período entre 18 e 25 de agosto de 2017, onde mais uma vez se fizeram presentes doze selecionados na busca pelo título da categoria. Além dos anfitriões egípcios, uma vez mais Brasil e Argentina qualificaram-se pela CSV, o mesmo ocorrendo com a NORCECA, qualificando-se Cuba e México. Pela CEV vieram Polônia e Turquia, Irã e Japão representaram a AVC e, por fim, a Argélia como representante da CAVB. Houve duas equipes classificadas de acordo com o ranking mundial sub-23 da FIVB, sendo elas China e Rússia. Esta mesma edição serviu para serem testadas novas regras da FIVB para o desporto, nas quais as partidas tiveram sete sets de quinze pontos cada, vencendo quem conquistou quatro destes sets.

## Quadro de medalhas
| Ordem | País      | Medalha de ouro | Medalha de prata | Medalha de bronze | Total |
| ----- | --------- | --------------- | ---------------- | ----------------- | ----- |
| 1     | Rússia    | 1               | 1                | 1                 | 3     |
| 2     | Argentina | 1               | 0                | 0                 | 1     |
| 2     | Brasil    | 1               | 0                | 0                 | 1     |
| 4     | Sérvia    | 0               | 1                | 0                 | 1     |
| 4     | Turquia   | 0               | 1                | 0                 | 1     |
| 6     | Cuba      | 0               | 0                | 1                 | 1     |
| 6     | Itália    | 0               | 0                | 1                 | 1     |

## Aparições
| Time                   | 2013 (12) | 2015 (12) | 2017 (12) | Total |
| Argélia                | -         | -         | 11°       | 1     |
| Argentina              | 7°        | 6°        | 1°        | 3     |
| Austrália              | 10°       | -         | -         | 1     |
| Brasil                 | 1°        | 5°        | 4°        | 3     |
| Bulgária               | 4°        | -         | -         | 1     |
| China                  | -         | -         | 8°        | 1     |
| Coreia do Sul          | -         | 8°        | -         | 1     |
| Cuba                   | -         | 4°        | 3°        | 2     |
| Egito                  | 9°        | 9°        | 5°        | 3     |
| Emirados Árabes Unidos | -         | 11°       | -         | 1     |
| Irã                    | 5°        | 7°        | 7°        | 3     |
| Itália                 | -         | 3°        | -         | 1     |
| Japão                  | -         | -         | 6°        | 1     |
| México                 | 11°       | 11°       | 11°       | 3     |
| Polônia                | -         | -         | 9°        | 1     |
| República Dominicana   | 12°       | -         | -         | 1     |
| Rússia                 | 3°        | 1°        | 2°        | 3     |
| Sérvia                 | 2°        | -         | -         | 1     |
| Tunísia                | 8°        | 9°        | -         | 2     |
| Turquia                | -         | 2°        | 9°        | 2     |
| Venezuela              | 6°        | -         | -         | 1     |

## MVPspor edição
- 2013 – BRA Ricardo Lucarelli[12]
- 2015 – RUS Egor Kliuka[13]
- 2017 – ARG Germán Johansen[14]